# Oleksii Krasovskyi
Oleksii Ruslanovych Krasovskyi (en ukrainien : Олексій Русланович Красовський), né le 30 mars 1994 à Rokytne, est un fondeur ukrainien.

## Biographie
Il fait ses débuts dans la Coupe d'Europe de l'Est en 2011, puis 2012, il prend part notamment aux Championnats du monde junior à Erzurum et aux Jeux olympiques de la jeunesse à Innsbruck.
Il est sélectionné avec l'équipe nationale sénior pour la première fois en 2013 pour les Championnats du monde à Val di Fiemme, où il est 79e du sprint et 17e du relais.
En 2014, l'Ukrainien alors âgé de 19 ans dispute ses premiers jeux olympiques à Sotchi, courant le sprint (81e), le quinze kilomètres classique (69e) et le sprint par équipes (20e). En fin d'année 2014, il est au départ de sa première manche de  Coupe du monde à Ruka (80e).
Il obtient son premier podium international à la Coupe du monde de rollerski à l'été 2016 à Madona (3e). Plus tard, il signe ses premiers podiums en Coupe d'Europe de l'Est.
Aux Championnats du monde 2017 à Lahti, Krasovskyi obtient son meilleur résultat individuel dans des mondiaux avec le 48e rang au skiathlon.
En 2018, il est sélectionné pour les Jeux olympiques de Pyeongchang, où il finit 80e au 15 km libre, 67e au sprint classique, 58e au skiathlon, 46e au cinquante kilomètres classique et 16e au sprint par équipes.
En 2021, il remporte une médaille de bronze aux Championnats du monde de rollerski sur le relais.
Son meilleur résultat sur une manche de Coupe du monde est 58e dans un sprint en décembre 2020 (sans compter les étapes de tour).

## Palmarès

### Jeux olympiques
| Épreuve / Édition   | Sprint                           | Sprint                           | 15 km                            | 15 km                            | Skiathlon 2 × 15 km | 50 km | Relais | Relais    |
| Épreuve / Édition   | libre                            | classique                        | libre                            | classique                        | Skiathlon 2 × 15 km | 50 km | Sprint | 4 × 10 km |
| JO 2014 Sotchi      | 81e                              | Épreuve inexistante à cette date | Épreuve inexistante à cette date | 69e                              | -                   | -     | 20e    | —         |
| JO 2018 Pyeongchang | Épreuve inexistante à cette date | 67e                              | 80e                              | Épreuve inexistante à cette date | 58e                 | 46e   | 16e    | —         |

Légende :
- : pas d'épreuve
- — : Non disputée par Krasovskyi

### Championnats du monde
| Épreuve / Édition           | Sprint                           | Sprint                           | 15 km                            | 15 km                            | Skiathlon 2 × 15 km | 50 km   | Relais | Relais    |
| Épreuve / Édition           | libre                            | classique                        | libre                            | classique                        | Skiathlon 2 × 15 km | 50 km   | Sprint | 4 × 10 km |
| Mondiaux 2013 val di Fiemme | Épreuve inexistante à cette date | 79e                              | -                                | Épreuve inexistante à cette date | Abandon             | -       | —      | 17e       |
| Mondiaux 2015 Falun         | Épreuve inexistante à cette date | 62e                              | -                                | Épreuve inexistante à cette date | 49e                 | Abandon | —      | 17e       |
| Mondiaux 2017 Lahti         | 66e                              | Épreuve inexistante à cette date | Épreuve inexistante à cette date | 56e                              | 48e                 | -       | 16e    | 15e       |
| Mondiaux 2019 Seefeld       | 68e                              | Épreuve inexistante à cette date | Épreuve inexistante à cette date | 55e                              | LAP                 | -       | 19e    | 14e       |

Légende :
- : pas d'épreuve
- — : Non disputée par Krasovkyi
- LAP : a pris un tour de retard, non classé

### Championnats du monde de rollerski
- Val di Fiemme 2021 :
  -  Médaille de bronze en relais.